# Pappobolus lodicatus
Pappobolus lodicatus là một loài thực vật có hoa trong họ Cúc. Loài này được (Cuatrec.) Panero mô tả khoa học đầu tiên năm 1992.